# زبان‌دراز (سرده)
زبان‌دراز (سرده) (نام علمی: Himantoglossum) نام یک سرده از تیره ثعلبیان است.